# Espar

Bôme sur un voilier moderne.

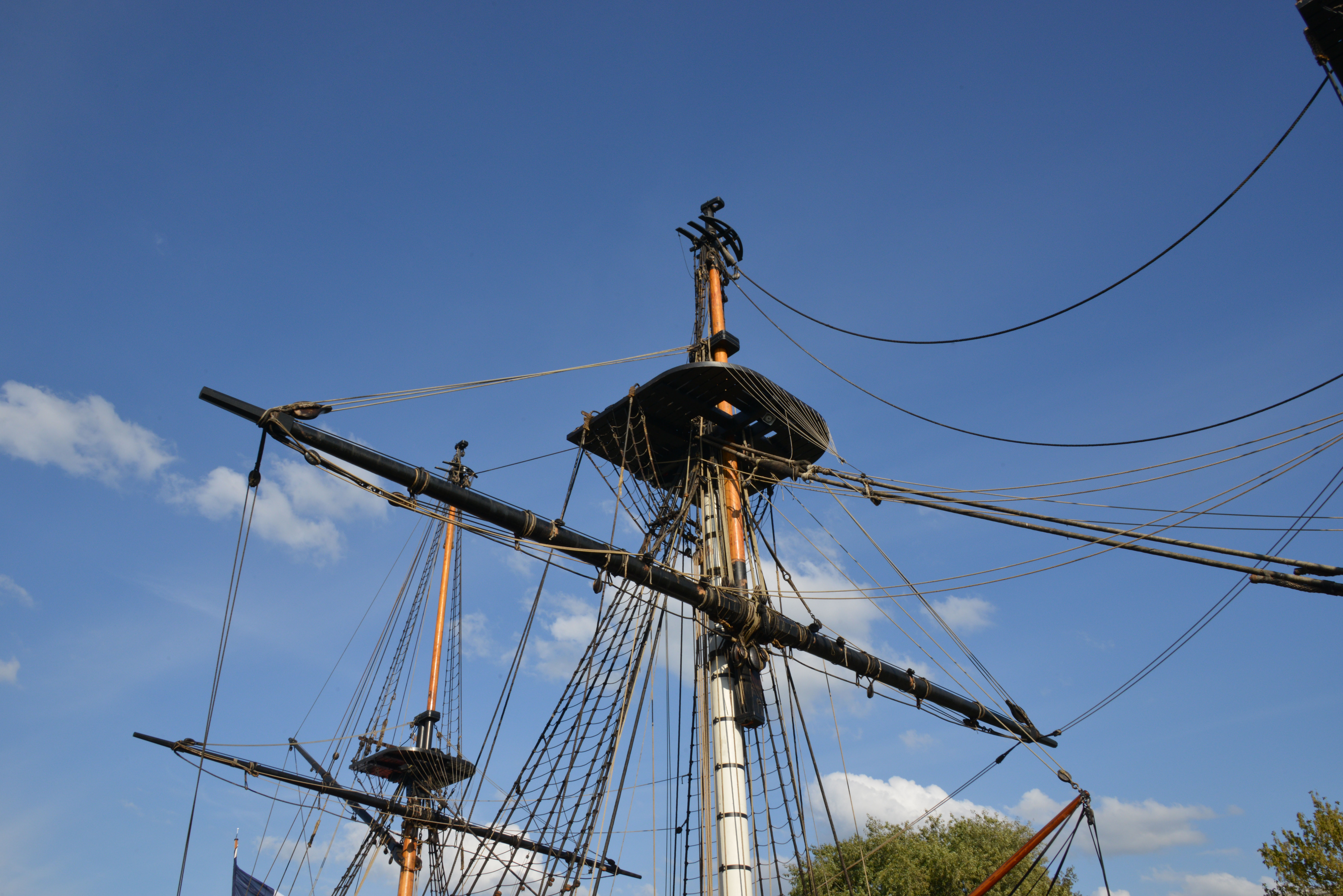
Mâts et vergues d'un vieux gréement : lHermione.

Sur un bateau et en particulier sur les voiliers, un espar est un élément de gréement long et rigide, ayant un rôle technique à jouer dans la propulsion à voile et les manœuvres. Selon le CNRTL , l'espar est : « Longue pièce de bois (ou de métal ou de matière synthétique) utilisée comme mât, bôme, vergue, etc. ».

## Étymologie
Le mot « espar » est étymologiquement apparenté à l'allemand Spiere et à l'anglais spar, qui ont la même signification.

## Exemples
Entrent dans la catégorie des espars les mâts, bômes, vergues, bouts-dehors, queues de malet, livardes, wishbones. 
On peut aussi y associer les éléments mobiles tels que avirons, barre, tangons, etc.[réf. souhaitée]

## Matériaux
Les espars, comme les mâts, sont historiquement en bois. Les matériaux modernes (acier, aluminium, fibre de carbone) ont remplacé le bois sur les bateaux récents.

## Signalisation maritime
On parle également d'espar, pour la signalisation maritime quand celle-ci utilise des repères flottants ou fixes ayant une telle forme.

Bouée espar latérale tribord non lumineuse.